# Juvecaserta Basket 2014-2015
Questa voce raccoglie le informazioni riguardanti la Juvecaserta Basket nelle competizioni ufficiali della stagione 2014-2015.

## Stagione
La stagione 2014-2015 della Juvecaserta Basket sponsorizzata Pasta Reggia, è la 18ª nel massimo campionato italiano di pallacanestro, la Serie A.

## Roster
Aggiornato al 16 gennaio 2017.
| Pasta Reggia Caserta 2014-15 | Pasta Reggia Caserta 2014-15 |
| Giocatori                    | Staff tecnico                |
| ---------------------------- | ---------------------------- |

| N. | Naz.                                                     | Ruolo | Nome                     | Anno | Alt.   | Peso   |  |
| -- | -------------------------------------------------------- | ----- | ------------------------ | ---- | ------ | ------ |  |
| 0  | Stati Uniti (bandiera)                                   | AG    | Richard Howell           | 1990 | 203 cm | 108 kg |  |
| 1  | Stati Uniti (bandiera)                                   | G     | Frank Gaines             | 1990 | 191 cm | 88 kg  |  |
| 3  | Italia (bandiera)                                        | PG    | Marco Mordente (C)       | 1978 | 192 cm | 88 kg  |  |
| 4  | Stati Uniti (bandiera)                                   | AP    | Sam Young                | 1985 | 198 cm | 100 kg |  |
| 4  | Stati Uniti (bandiera) · Bosnia ed Erzegovina (bandiera) | G     | Henry Domercant          | 1980 | 193 cm | 98 kg  |  |
| 9  | Italia (bandiera)                                        | A     | Michele Antonutti        | 1986 | 202 cm | 96 kg  |  |
| 11 | Slovenia (bandiera)                                      | P     | Aleksandar Ćapin         | 1982 | 186 cm | 78 kg  |  |
| 13 | Italia (bandiera)                                        | PG    | Michele Vitali           | 1991 | 196 cm | 89 kg  |  |
| 14 | Italia (bandiera)                                        | P     | Claudio Tommasini        | 1991 | 197 cm | 98 kg  |  |
| 15 | Italia (bandiera)                                        | AC    | Andrea Michelori         | 1978 | 202 cm | 112 kg |  |
| 16 | Bulgaria (bandiera)                                      | G     | Božidar Avramov          | 1990 | 196 cm |        |  |
| 16 | Italia (bandiera)                                        | G     | Lorenzo Capuano          | 1997 | 184 cm |        |  |
| 20 | Italia (bandiera)                                        | A     | Luigi Sergio             | 1988 | 197 cm | 96 kg  |  |
| 25 | Stati Uniti (bandiera)                                   | P     | Ronald Moore             | 1988 | 183 cm | 75 kg  |  |
| 32 | Italia (bandiera)                                        | AC    | Amedeo Tessitori         | 1994 | 208 cm | 97 kg  |  |
| 34 | Stati Uniti (bandiera)                                   | AG    | Carleton Scott           | 1988 | 203 cm | 98 kg  |  |
| 44 | Bulgaria (bandiera)                                      | AC    | Dejan Ivanov             | 1986 | 205 cm | 103 kg |  |
| -  | Italia (bandiera)                                        | AP    | Pierluigi Damiano        | 1997 | 192 cm |        |  |
| -  | Italia (bandiera)                                        | P     | Ferdinando De Franciscis | 1997 | 179 cm |        |  |
| -  | Italia (bandiera)                                        | PG    | Federico Fabbri          | 1997 | 186 cm |        |  |
| -  | Italia (bandiera)                                        | A     | Francesco Tealdi         | 1996 | 202 cm | 86 kg  |  |
| -  | Italia (bandiera)                                        | AG    | Enrico Vadi              | 1997 | 204 cm | 86 kg  |  |
| -  | Italia (bandiera)                                        | P     | Antonio Vinciguerra      | 1997 | 178 cm | 72 kg  |  |

| Allenatore |
| - Emanuele Molin (fino al 12 novembre) - / Zare Markovski (dal 12 novembre fino al 22 dicembre) - Vincenzo Esposito (dal 22 dicembre) |
| Assistente/i |
| - Vincenzo Esposito (fino al 22 dicembre) Legenda - (C) Capitano - (IN) Inattivo - Infortunato Roster                                 |

## Mercato

### Sessione estiva
| Acquisti | Acquisti       | Acquisti         | Acquisti      | Acquisti |
| R.       | Nome           | da               | Modalità      |          |
| -------- | -------------- | ---------------- | ------------- | -------- |
| G        | Frank Gaines   | Gig. de Guayana  | definitivo    |          |
| AG       | Richard Howell | TNT Tropang Giga | definitivo    |          |
| AP       | Sam Young      | Vaq. de Bayamón  | definitivo    |          |
| A        | Luigi Sergio   | Libertas Forlì   | fine prestito |          |

| Cessioni | Cessioni           | Cessioni        | Cessioni       | Cessioni |
| R.       | Nome               | a               | Modalità       |          |
| -------- | ------------------ | --------------- | -------------- | -------- |
| G        | Chris Roberts      | Bourg-en-Bresse | fine contratto |          |
| AG       | Jeff Brooks        | Dinamo Sassari  | fine contratto |          |
| C        | Cameron Moore      | Reyer Venezia   | fine contratto |          |
| C        | Tony Easley        | Ironi Nes Ziona | fine contratto |          |
| G        | Domenico Marzaioli | Pall. Biella    | prestito       |          |

### Dopo l'inizio della stagione
| Acquisti | Acquisti          | Acquisti          | Acquisti         | Acquisti      |
| R.       | Nome              | da                | Data             | Modalità      |
| -------- | ----------------- | ----------------- | ---------------- | ------------- |
| ALL      | Zare Markovski    | Free agent        | 12 novembre 2014 | definitivo    |
| A        | Michele Antonutti | Free agent        | 19 novembre 2014 | definitivo    |
| AC       | Dejan Ivanov      | N.B. Brindisi     | 19 novembre 2014 | definitivo    |
| AC       | Amedeo Tessitori  | Dinamo Sassari    | 5 dicembre 2014  | definitivo    |
| P        | Aleksandar Ćapin  | Budućnost         | 18 dicembre 2014 | definitivo    |
| G        | Božidar Avramov   | Cherno More Varna | 18 dicembre 2014 | definitivo    |
| G        | Henry Domercant   | Free agent        | 21 gennaio 2015  | definitivo    |
| AG       | Dario Cefarelli   | Orlandina         | 14 febbraio 2015 | fine prestito |

| Cessioni | Cessioni         | Cessioni         | Cessioni         | Cessioni    |
| R.       | Nome             | a                | Data             | Modalità    |
| -------- | ---------------- | ---------------- | ---------------- | ----------- |
| ALL      | Emanuele Molin   | Free agent       | 12 novembre 2014 | rescissione |
| AG       | Richard Howell   | TNT Tropang Giga | 18 novembre 2014 | rescissione |
| A        | Luigi Sergio     | Pall. Chieti     | 2 dicembre 2014  | rescissione |
| G        | Frank Gaines     | V.L. Pesaro      | 16 dicembre 2014 | rescissione |
| ALL      | Zare Markovski   | Free agent       | 22 dicembre 2014 | rescissione |
| AP       | Sam Young        | Halcones Xalapa  | 31 dicembre 2014 | rescissione |
| G        | Božidar Avramov  | Asesoft Ploiești | 13 gennaio 2015  | rescissione |
| AG       | Dario Cefarelli  | Azzurro Napoli   | 14 febbraio 2015 | prestito    |
| P        | Aleksandar Ćapin | MZT Skopje       | 18 febbraio 2015 | rescissione |